# Lasse Koslowski
Lasse Koslowski (* 14. Juli 1987 in Berlin) ist ein deutscher Fußballschiedsrichter.

## Leben
Koslowski ist Mitglied im Frohnauer SC. Er  absolvierte in der Saison 2009/10 erste Spiele als Assistent in der Fußball-Regionalliga und leitete Spiele in der A-Junioren-Bundesliga. Ab 2011 wurde er Schiedsrichter in den Regionalligen. Im gleichen Jahr kam er in 16 Spielen der 3. Liga als Schiedsrichterassistent zum Einsatz. Von 2014 bis 2016 leitete er zwei Spiele in der Oberliga. Zudem gab er am 6. August 2014 sein Schiedsrichter-Debüt im Profifußball im Drittligaspiel zwischen der zweiten Mannschaft des 1. FSV Mainz 05 und dem MSV Duisburg.
Seit der Saison 2016/17 gehört Koslowski zum festen Schiedsrichterteam in der 2. Bundesliga und assistiert als Linienrichter oder Vierter Offizieller in der Fußball-Bundesliga. In der Qualifikation zur UEFA Champions League 2017/18 kam Koslowski als Assistent erstmals auch bei einem internationalen Klubwettbewerb zum Einsatz. Zuvor hatte er bereits am 17. April 2017 sein Länderspieldebüt als Schiedsrichter beim U-17-Freundschaftsspiel zwischen Deutschland und Österreich gegeben. Seit 2023 ist Lasse Koslowski zudem als FIFA Assistant Referee offiziell gelistet.